# Udo Lattek
Udo Lattek, född 16 januari 1935 i Bosemb, död 31 januari 2015 i Köln, var en tysk fotbollstränare och tidigare fotbollsspelare för bland annat VfL Osnabrück.
Lattek har rekordet för antalet tyska mästartitlar för en tränare med totalt åtta titlar. Lattek var tränare för Västtysklands ungdomslandslag från 1965 innan han gick över till klubbfotbollen. I början av 1970-talet fick Lattek stora framgångar med Bayern München. En tänkt flytt till Rot-Weiss Essen stoppades när Lattek fick erbjudandet att ta över Borussia Mönchengladbach. Nya framgångar följde fram till 1979. 
Under 1980-talet hann Udo Lattek med en kort tid i Barcelona innan han återkom till Bayern München för sina sista stora framgångar. Lattek har även gjort sejourer i bland andra Schalke 04 och Borussia Dortmund. 
Lattek var fram till 2013 expertkommentator på tyska Deutsches Sportfernsehen.

## Tränarkarriär
- Borussia Dortmund (1979-1981, 2000)
- Schalke 04
- Borussia Mönchengladbach
  - Tysk mästare 1976, 1977
- Bayern München (1969-1975, 1983-1987)
  - Tysk mästare 1972, 1973, 1974, 1985, 1986, 1987
  - Tysk cupmästare 1971, 1984, 1986
  - Europacupen för mästarlag 1974
- DFB